# Ingvarr
Ingvarr, Yngvar Harra o Ingvar, proto-norreno *Ingu-Hariz ("il guerriero di Yngvi"), (... – Estonia, VII secolo), è stato un re semi-leggendario sueone della casata dei Yngling, di Uppsala.

## Biografia
Figlio di Eysteinn, re dello Svealand precedentemente deposto dal re del mare Sölve, riuscì a salire al trono dopo che quest'ultimo fu assassinato da un fedele alla precedente dinastia.
Cadde in battaglia combattendo le popolazioni dell'odierna Estonia.

## Saga degli Ynglingar
Snorri Sturluson racconta nella Saga degli Ynglingar dapprima le gesta di re Sölve, in seguito quelle di re Ingvar:
Á einu sumri hafði hann her úti og fór til Eistlands og herjaði þar um sumarið sem heitir að Steini. Þá komu Eistur ofan með mikinn her og áttu þeir orustu. Var þá landherinn svo drjúgur að Svíar fengu eigi mótstöðu. Féll þá Yngvar konungur en lið hans flýði. Hann er heygður þar við sjá sjálfan. Það er á Aðalsýslu. Fóru Svíar heim eftir ósigur þenna.»
Una estate andò con le sue forze in Estonia e colpì un posto chiamato Stein. Gli uomini dell'Estonia vennero dall'entroterra con una grande armata, e ci fu una battaglia; ma la armata del paese fu così coraggiosa che gli svedesi non poterono contenerla. Re Yngvar cadde e i suoi uomini si dispersero. Fu seppellito vicino alla riva sotto un tumulo in Estonia; e dopo gli svedesi sconfitti tornarono a casa.»
(Snorri Sturluson - Saga degli Ynglingar - Of Yngvar's Fall)

## Ynglingal
Þjóðólfr da Hvinir nell'Ynglingatal racconta della sua caduta contro gli abitanti dell'odierna Estonia.
at Yngvari

Sýslu kind

um sóat hafði,

ok ljóshömum

við lagar hjarta

her Eistneskr

at hilmi vá,

ok austmarr

jöfri sœnskum

Gýmis ljóð

at gamni kveðr.»
fu nemico Yngvar

il biondo re svedese

sulle rive di confine
 
della terra dell'Est

sopra tombe svedesi,

il mare dell'Est canta

le sue canzoni di onde

è il boato dell'Oceano

Il canto funebre
 
del figlio di Gýmir [Yngvar]

Risonante sulle rive rocciose.»
(Ynglingatal, Stanze XXXV e XXXVI)

## Altre fonti
L'Historia Norvegiæ specifica che cadde nell'isola di Eycilla (Saaremaa) e che oltre Anund (Broutonund) ebbe un secondo figlio, Sigvard.
La Þorsteins saga Víkingssonar omette di citare Ingvarr nella genealogia dei re svedesi e indica suo padre Östen (Eysteinn) come padre di suo figlio Anund.